# (9635) 1993 XS
(9635) 1993 XS est un astéroïde de la ceinture principale découvert en 1993.

## Description
(9635) 1993 XS a été découvert le 9 décembre 1993 à l'observatoire de Nihondaira, situé sur une colline surplombant Shimizu-ku à Shizuoka au Japon, par Takeshi Urata.

### Caractéristiques orbitales
L'orbite de cet astéroïde est caractérisée par un demi-grand axe de 3,12 UA, un périhélie de 2,52 UA, une excentricité de 0,19 et une inclinaison de 2,57° par rapport à l'écliptique. Du fait de ces caractéristiques, à savoir un demi-grand axe compris entre 2 et 3,2 UA et un périhélie supérieur à 1,666 UA, il est classé, selon la JPL Small-Body Database, comme objet de la ceinture principale.

### Caractéristiques physiques
(9635) 1993 XS a une magnitude absolue (H) de 14,2 et un albédo estimé à 0,117.